# Altare di Aquisgrana
L'altare di Aquisgrana, noto anche come l'altare della Passione di Aquisgrana, è un dipinto a olio su tavola dell'eponimo Maestro dell'Altare di Aquisgrana, eseguito intorno al 1515-1520 a Colonia e conservato nel tesoro della cattedrale di Aquisgrana.

## Storia
Non si conosce la data di realizzazione. Il donatore raffigurato, tradizionalmente identificato in Theodericus de Gouda, provinciale del monastero carmelitano di Colonia, morì nel 1539.
Il dipinto rimase sull'altare della chiesa di Santa Maria del Carmine di Colonia fino al 1642, poi entrò nella Collezione Lyversberg di Colonia dal 1761 al 1834 e nella Collezione Haan di Colonia dal 1834 al 1872, da cui fu acquistato per la cattedrale di Aquisgrana nel 1872. Seguì poi le varie vicende e spostamenti del tesoro della cattedrale, per poi essere stabilmente allestito nel museo del tesoro, allestito negli ambienti del chiostro.
Nell'allestimento museale definito nel 1995, il dipinto è esposto con le ali aperte sopra l'Antependium degli Apostoli, opera di oreficeria gotica di qualche decennio precedente.

## Descrizione

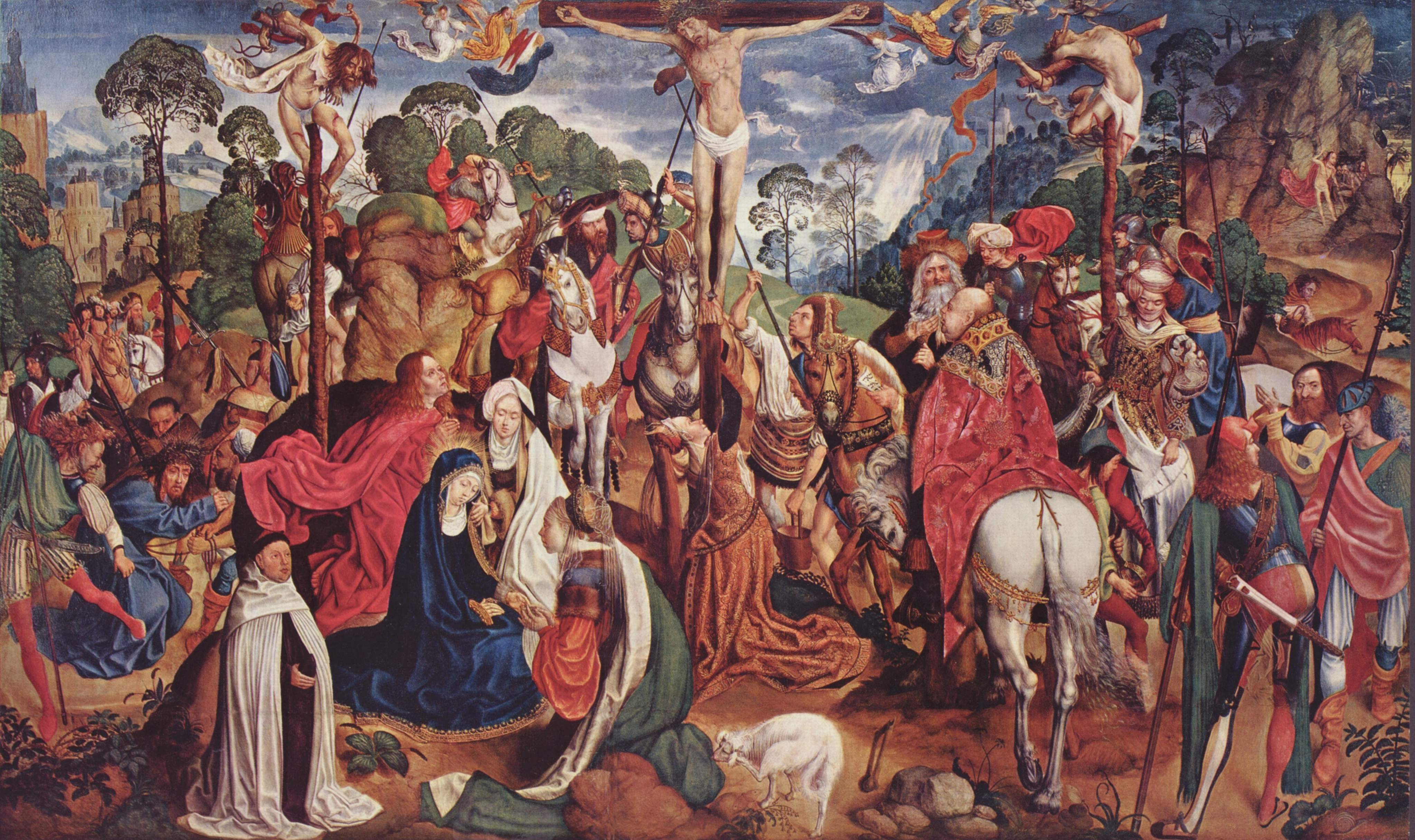
Parte centrale dell'altare con la Crocifissione di Cristo.

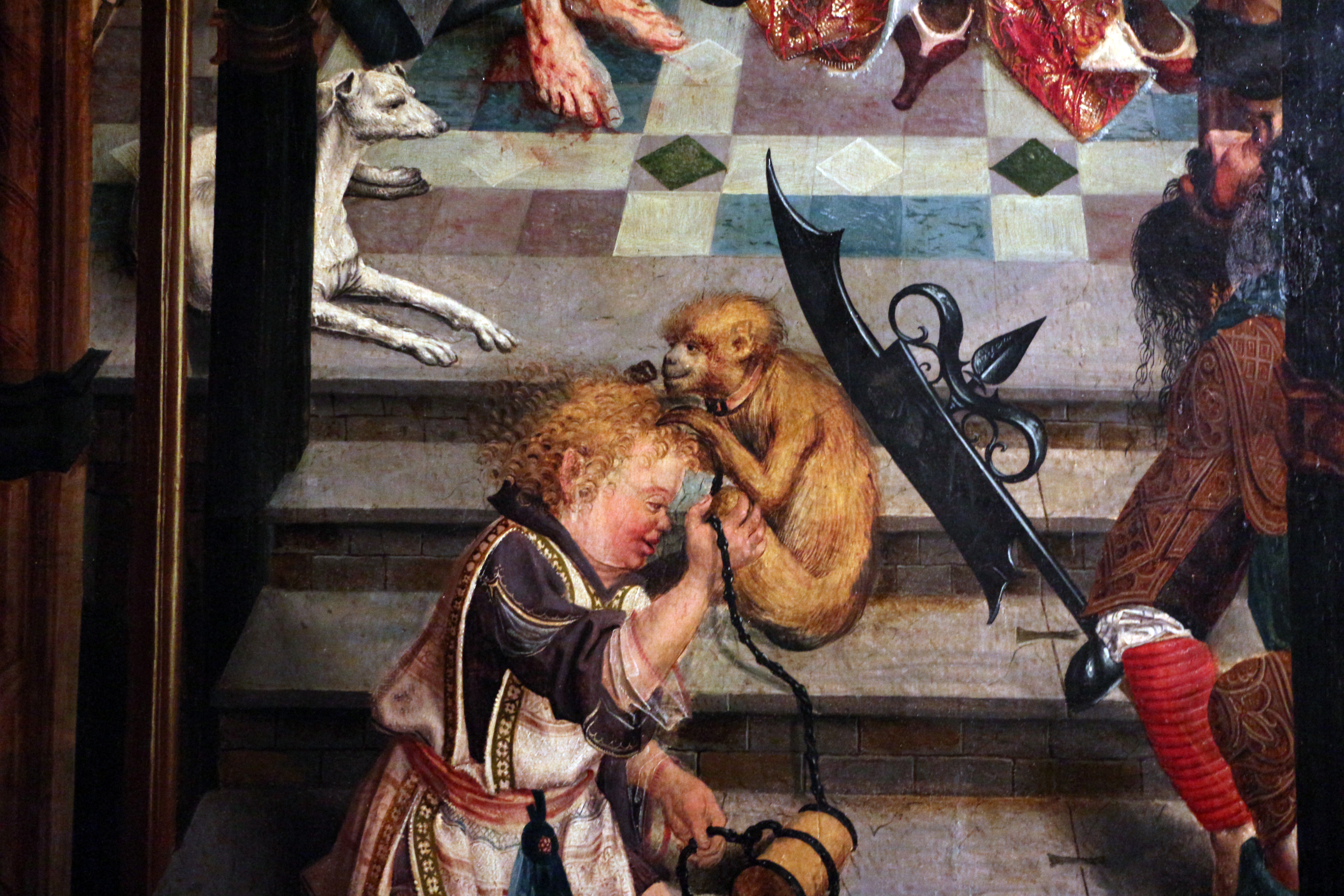
Dettaglio del bambino spidocchiato dalla scimma.

La pala d'altare aperta a tre ali mostra da sinistra a destra scene dalla Passione di Cristo alla sua Ascensione. Questo tipo di programma iconografico non era più moderno nel momento presunto in cui è stata creata la pala. Nell'ala sinistra del quadro sono raffigurati l'incoronazione di spine di Gesù e il confronto con Ponzio Pilato. Segue il pannello centrale con il trasporto della croce, la Crocifissione come scena centrale, la discesa agli inferi e il suicidio di Giuda. Sul pannello destro sono raffigurati il Compianto di Cristo, la Deposizione, l'incontro con Maria Maddalena e l'Ascensione.
Distribuendo elementi di colore rosso sull'intero quadro, il pittore accentua il significato, il dinamismo e lo sviluppo dell'evento della Passione come un calvario sanguinoso. Ad eccezione di Cristo, Maria e Giovanni, tutte le persone sono mostrate in abiti contemporanei in un paesaggio locale. L'evento biblico viene riportato alla mente per lo spettatore e così gli viene data l'opportunità di meditare. Anche nella suddivisione del pannello centrale in un “lato buono” a sinistra del Cristo crocifisso - dal punto di vista dello spettatore - e un “lato cattivo” alla sua destra, gli sguardi rivolti allo spettatore e i gesti indicanti esprimono una richiesta per una riflessione personale.
Sull'ala sinistra, il soldato che conduce Gesù da Pilato è caratterizzato dalla scimitarra e dall'armatura marziale come un guerriero turco, poiché all'epoca della stesura dell'opera era già grande il pericolo di un attacco all'Europa cristiana da parte dei turchi. Inoltre, un bambino che viene spidocchiato da una scimmia (con possibili segni di sindrome di Down) allude alla possessione da parte di Satana di coloro che chiedono la morte di Cristo, che si accalcano alla destra del Cristo crocifisso. La testa stretta di un giovane con il basco scuro è talvolta vista come l'autoritratto del pittore. Nella chiesa con le torri incompiute visibile sullo sfondo a sinistra, per lungo tempo è stato erroneamente visto il duomo di Colonia e nella strada antistante la Schildergasse con la  Dreikönigenpförtchen (porta dell'Epifania). La facciata della chiesa, riconoscibile dietro una colonna, è stata poi identificata con la chiesa del monastero carmelitano di Colonia.
Sotto le arcate sulla faccia esterna delle ali, davanti a un sipario di broccato, sono raffigurati sei santi, due dei quali sono particolarmente sottolineati dai campanili come santi dell'Ordine Carmelitano: sull'ala sinistra i santi Stefano, Barbara e Sebastiano, a destra Lorenzo, Caterina d'Alessandria e il carmelitano Angelo da Gerusalemme.

## Pittore

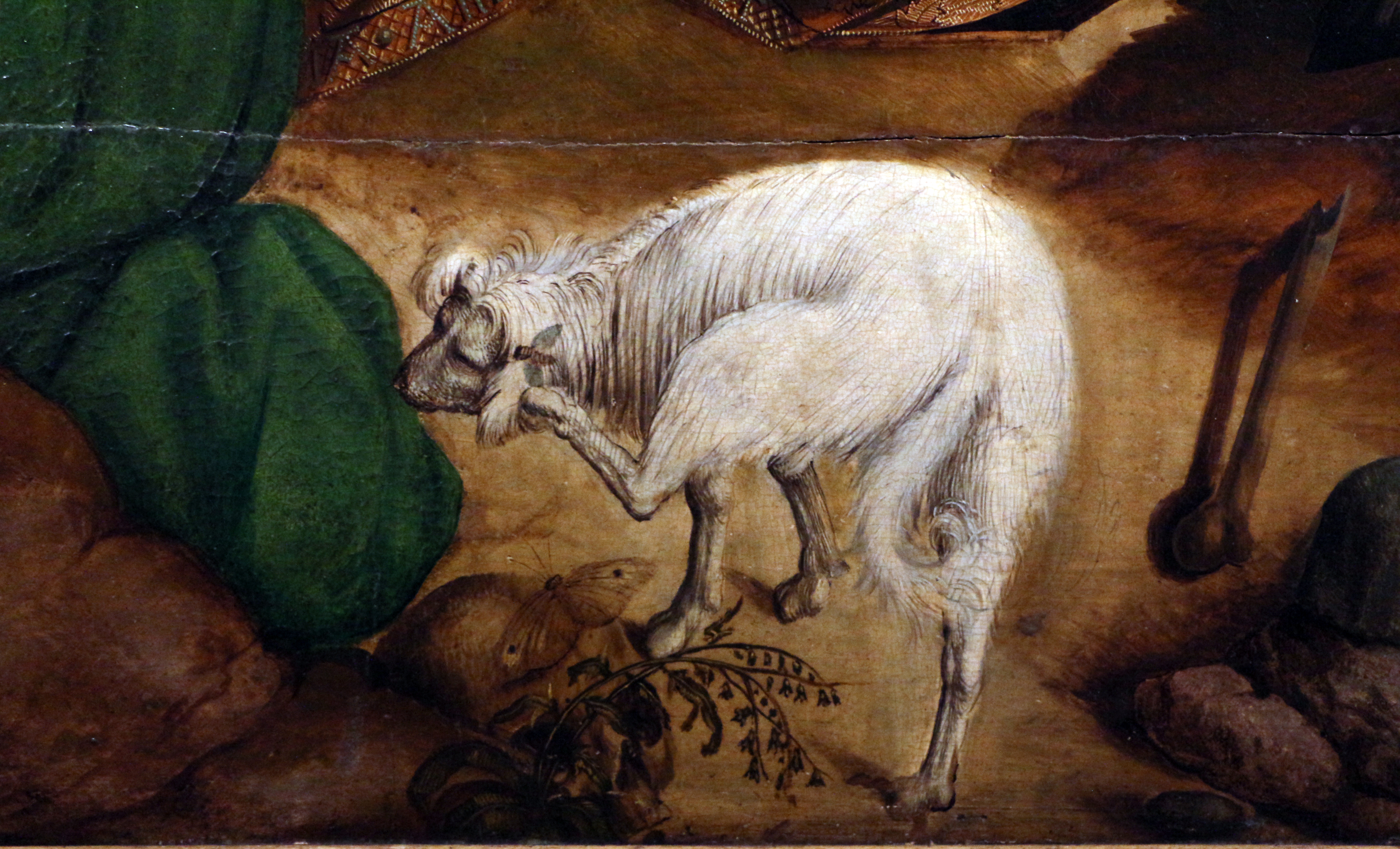
Dettaglio del cane con ape e farfalla.

L'ignoto maestro, provvisoriamente identificato con l'incisore di Colonia "PW", è un artista la cui attività può essere fatta risalire a Colonia tra il 1480 e il 1520. Ciò si traduce anche nel rapporto della sua arte con le opere del suo contemporaneo di Colonia, il Maestro di St. Severin, ma anche con il più anziano Maestro della Leggenda di sant'Orsola di Colonia, nonché con la rappresentazione della moda di Colonia dal 1495 circa al 1500 circa. Oltre al Medio Reno, soprattutto dal punto di vista tecnico, ci sono anche influenze olandesi e dal manierismo di Anversa. L'apparente cultura medica del Maestro colpisce quando si osservano le raffigurazioni del bambino malato, del capitano romano cieco e del cavaliere sifilico.